# Mario Zamora Gastélum
Mario Zamora Gastélum (Los Mochis, Sinaloa; 10 de octubre de 1974) es un economista y político mexicano. De febrero de 2017 a febrero de 2018, se desempeñó como director general de la Financiera Nacional de Desarrollo Agropecuario, Rural y Forestal (FND). Actualmente es Senador por el Estado de Sinaloa, por parte del Partido Revolucionario Institucional (PRI).

## Formación académica
Es Licenciado en Economía por el Instituto Tecnológico y de Estudios Superiores de Monterrey y cuenta con una Maestría en Desarrollo Económico Regional por la London School of Economics.

## Carrera política

### Diputado local
Mario Zamora Gastélum se desempeñó como diputado local de la LIX Legislatura del Congreso del Estado de Sinaloa (2007- 2010). Fue presidente de la Comisión de Hacienda Pública y Administración e integrante de la gran comisión , así como de las comisiones de desarrollo Económico, Fiscalización y Educación Pública.

### Coordinador Regional de la Zona Noroeste de Financiera Rural
Incrementó el otorgamiento de créditos para impulsar las principales actividades económicas del Noroeste del País, como la Agricultura, ganadería y la pesca.

### Jefe de la Unidad de Coordinación de Delegaciones en SEDESOL
Desde 2015 hasta enero de 2017 se desempeñó como jefe de la unidad de coordinación de delegaciones en SEDESOL donde dio puntual seguimiento a las políticas públicas federales de combate a la pobreza en los Estados.
- De acuerdo al Coneval, entre 2012 y 2016, 2.2 millones de Mexicanos dejaron atrás la pobreza extrema.
- Destacan los 6.2 millones de personas que contaron con servicios de salud, 3.4 millones de seguridad social y 2.8 millones con acceso a alimentación, además de que 4.5 millones en su momento ya no eran pobres y tampoco vulnerables.

### director general en la Financiera Nacional de Desarrollo
- En menos de un año al frente de la financiera, logró el otorgamiento de más de 93 mil créditos en todo el país, por un monto superior a los 70 mil 302 millones de pesos. Gracias a la colocación responsable de recursos, cerró el año 2017 con un índice de cartera vencida del 3.9%.
- Su tierra, Sinaloa, fue la entidad con mayor monto otorgado en crédito con un total de 9 mil 113 millones de pesos, beneficiando a más de 25,000 productores sinaloenses.
- Los jóvenes fueron beneficiados con su gestión, ya que el 21% del total del financiamiento se concedieron a este importante segmento de la población en México. Más de 6 mil créditos por 3 mil 748 millones de pesos, para casi 116 mil beneficiarios.
- Como titular de la FND, las mujeres productores y empresarios recibieron 9 mil 848 mdp en créditos, el 33% del total de los recursos otorgados en la pasada administración federal mediante el programa de pequeño productor y sector primario.
- En 2017, en apoyo al sector turismo, bajo su liderazgo, se brindaron 319 créditos a proyectos turísticos por 258.7 millones de pesos a un total de 118 beneficiarios. Esto significó un incremento del 36% del número de apoyos, con 68% más en recursos asignados y casi el doble en el número de beneficiarios, en comparación del 2016.
- Impulsó la inclusión de la institución al pacto mundial de la ONU que, entre sus 10 principios, incluye uno que fortalece las herramientas y políticas para mejorar la transparencia y combatir las prácticas de soborno y corrupción.
- FND fue reconocida como caso de éxito en financiamiento al desarrollo rural, por instituciones internacionales como el Banco Mundial y el banco interamericano de desarrollo.

### Senador de la legislatura LXIV y LXV
Como Senador (2018-2024) fue presidente de la Comisión de Reforma agraria e integrantes de las comisiones de: Anticorrupción y participación ciudadana; de energía; de recursos hidráulicos; de estudios legislativos segunda; de defensa; y del trabajo y previsión social.
- Durante su desempeño legislativo presentó:
  - 43 iniciativas de autoría propia.
  - 81 iniciativas suscritas (iniciativas propuestas por otros senadores y grupos parlamentarios).
  - 17 preposiciones con punto de acuerdo suscritas.
  - 51 intervenciones en tribuna. Biografía.
- Las iniciativas más relevantes son:
  - Ley Zamora. Propone emitir un dictamen que certifique las declaraciones patrimoniales de todo servidor público, por medio de un contador público.
  - Reforma para eliminar la publicidad de comida chatarra y regular el etiquetado de la misma. Ya fue aprobada por el congreso y por lo que es una norma que ya se aplica.
- Puntos de acuerdo relevantes para Sinaloa y México.
  - Solicitó a SADER hay que establecer una base en la comercialización del maíz blanco para la región productora de Sinaloa.
  - Exigió la protección a los productores de tomate, ante la imposición del departamento de Comercio de Estados Unidos de América de un arancel del 17.5% a las exportaciones mexicanas hacia Estados Unidos.
  - Promovió ante la CFE e la reclasificación de las tarifas eléctricas en Sinaloa a la tarifa 1F en los 18 municipios, a fin de disminuir el costo que afectan los bolsillos de los sinaloenses, que año tras año se ven afectados por las altas temperaturas en la Entidad.
  - Promovió el otorgamiento de mayores recursos al Estado Sinaloa en materia de seguridad pública.
  - Exigió se garantizara la operación y asignación de recursos al programa escuelas de tiempo completo en beneficio de niñas, niños y adolescentes, al igual que madres y padres trabajadores Sinaloenses.

## Vida familiar
Mario Zamora Gastélum nació en Los Mochis, Sinaloa el 10 de octubre de 1974. Descendiente de familia priísta, es hijo de Mario Zamora Malcampo, quien encabezó la mesa directiva del colegio electoral en 1992 y posteriormente candidato por la alcaldía de Ahome (1995).

### Familia directa
Mario Zamora Gastélum vive actualmente en Los Mochis, Sinaloa y es hijo de Mario Zamora Malcampo y Ana Maria Gastelum Muñoz está casado con Wendy Guadalupe Ibarra Lugo, tiene 2 hijas y 1 hijo, Ana María Zamora Ibarra de 23 años, Wendy Zamora Ibarra de 18 años y Mario Zamora Ibarra de 14 años, tiene una hermana de nombre Ana Rafaela Zamora Gastélum.